# Dunbars tal
Dunbars tal är en föreslagen kognitiv begränsning för det antal individer en människa kan upprätthålla stabila sociala relationer med. Detta handlar om relationer där en individ vet vem var och en av personerna är och hur varje individ relaterar till varje annan individ. Förespråkare av betydelsen hos Dunbars tal menar att grupper som är större än detta antal kräver mer restriktiva regler, lagar och kraftigare sanktioner mot normbrott för att kunna upprätthålla en stabil och sammanhållen grupp. Ingen exakt värde anges för Dunbars tal, men den vanliga approximationen är 150.
Dunbars tal föreslogs först av den brittiske antropologen Robin Dunbar, som menade att begränsningen var en direkt funktion av relativ storlek på neocortex, samt att detta i sin tur begränsar möjliga sociala gruppstorlekar. Den begränsning som ges av processkapaciteten hos neocortex gäller det antal individer med vilka stabila interpersonella relationer kan upprätthållas. I periferin inkluderar talet även tidigare kollegor till exempel gymnasiekamrater en person skulle vilja återbekanta sig med om de möttes igen.
En svensk forskargrupp har gjort om Dunbars analyser med ett större data-set och uppdaterade fylogenetiska jämförande metoder. De 95-procentiga konfidensintervallen för dessa nya uppskattningar av människors kognitiva begränsningar sträckte sig dock mellan 2 och 520 personer. Det gick helt enkelt inte att med någon större precision beräkna någon maxnivå för mänskliga gruppstorlekar med dessa data och metoder. Forskarna bakom den studien menar också att teorin bakom Dunbars nummer är bristfällig då andra primathjärnor inte hanterar information riktigt likadant som människors hjärnor, då primaters socialitet främst förklaras av andra faktorer än hjärnan, som vad de äter och vilka som jagar dem, samt för att människor uppvisar en stor variation vad gäller storleken på sociala nätverk. Dunbar har kritiserat denna studie och menar att forskarna inte borde ha replikerat hans originalstudie utan istället gjort sin approximation enbart på människoapor. Gruppen människoapor innehåller dock endast fyra grupplevande arter vilket hade gjort det statistiska urvalet alltför litet för en trovärdig analys.

## Forskningsbakgrund
Primatologer har observerat att, på grund av deras starkt sociala natur, måste icke-mänskliga primater upprätthålla personlig kontakt med de andra medlemmarna i deras sociala grupp, vanligtvis genom grooming. Sådana grupper fungerar som skyddande klickar inom de fysiska grupper inom vilka primaterna lever. Antalet gruppmedlemmar en primat kan hålla reda på förefaller vara begränsat av volymen på neocortex-regionen i primatens hjärna. Detta tyder på att det finns ett artspecifikt index för sociala gruppstorlekar, som kan beräknas från artens genomsnittliga volym för neocortex.
I en forskningsartikel år 1992 använde Dunbar den korrelation som observerades för icke-mänskliga primater för att förutsäga en social gruppstorlek för moderna människor. Med en regressionsanalys baserat på data från 38 primatsläkten, beräknade Dunbar en "genomsnittlig gruppstorlek" på 148.
Dunbar jämförde därefter denna beräkning med kända och typiska gruppstorlekar bland människor. Han utgick från antagandet att den samtida genomsnittliga storleken på neocortex utvecklades för omkring 250 000 år sedan, det vill säga under Pleistocen. Dunbar sökte igenom den antropologiska och etnografiska litteraturen för folkräkningsliknande information om gruppstorlekar inom jägar-samlar-samhällen. Sådana samhällen utgör de närmaste approximationerna för hur antropologin tror att pleistocens människosamhällen såg ut. Dunbar noterade att grupper hamnade i tre kategorier: små, medium och stora. Det motsvarar de antropologiska gruppkategorierna band, härstamningsgrupp och stam - tre typer av grupper med 30–50, 100–200, respektive 500–2500 medlemmar per typ.